# 526
Évszázadok: 5. század – 6. század – 7. század
Évtizedek: 470-es évek – 480-as évek – 490-es évek – 500-as évek – 510-es évek – 520-as évek – 530-as évek – 540-es évek – 550-es évek – 560-as évek – 570-es évek
Évek: 521 – 522 – 523 – 524 –  525 – 526 – 527 – 528 – 529 – 530 – 531

## Események

### Európa
- I. János pápa rábeszéli Iusztinosz bizánci császárt, hogy enyhítsen ariánusokat üldöző rendeletein. Mikor visszatér Itáliába, Theoderic király azzal vádolja hogy összeesküdött ellene a császárral és bebörtönözteti. Az idős és beteges pápa hamarosan meghal a tömlöcben. Helyét Theoderic jelöltje, IV. Felix foglalja el.[1]
- Theoderic hadjáratot fontolgat az észak-afrikai vandálok ellen, akik királya, Hilderic bebörtönözte Theoderic nővérét, Amalafridát. A nyár végén azonban vérhasban meghal. Mivel fia nincs, utóda unokája, a tíz éves Athalaric, akinek felnőtté válásáig anyja, Amalasuintha kormányoz régensként. Theoderic halálával másik unokája, Amalaric is teljes fennhatóságot kap a Vizigót Királyság fölött.

### Bizánci Birodalom
- Fegyveres összecsapásokra kerül sor a bizánciak és a perzsák között. A két állam viszonya már korábban megromlott, amikor Iusztinosz császár visszautasította a perzsa trónörökös örökbefogadását (I. Kavád szászánida király így akarta megerősíteni legkisebb fia, Huszrau utódlását) vagy amikor a bizánci flotta átszállította a Vörös-tengeren Akszúm hadseregét, hogy elfoglalják a perzsa érdekszférába tartozó dél-arábiai Himjart. Észak-Mezopotámiában és Örményországban a bizánciak (többek között Belisarius vezetésével) betörnek perzsa területre, míg I. Kavád arab szövetségesei Bizánc határvidékét fosztogatják.
- Egy földrengés és azt követő tűzvész romba dönti Antiokheiát, számos más várost és 250 ezer áldozatot követel. A közeli kilikiai város, Anazarbosz is elpusztul; ezt Iusztinianosz császár építteti újjá és nevezi át Iusztinianopoliszra.

## Halálozások
- május 18. – I. János pápa[1]
- augusztus 30. – Theoderic, osztrogót király[1]

## Fordítás
- Ez a szócikk részben vagy egészben  a(z)   526 című angol Wikipédia-szócikk ezen változatának fordításán alapul.  Az eredeti cikk szerkesztőit annak laptörténete sorolja fel. Ez a jelzés csupán a megfogalmazás eredetét és a szerzői jogokat jelzi, nem szolgál a cikkben szereplő információk forrásmegjelöléseként.